# روبرت لوري (كاتب)
روبرت لوري (بالإنجليزية: Robert Lowry)‏ (28 مارس 1919، سينسيناتي في الولايات المتحدة - 5 ديسمبر 1994، سينسيناتي في الولايات المتحدة)؛ كاتِب ومؤلِّف، صحفي وروائي أمريكي. درس في جامعة سينسيناتي.

## روابط خارجية
- روبرت لوري على موقع IMDb (الإنجليزية)
- روبرت لوري على موقع قاعدة بيانات الفيلم (الإنجليزية)